# Prudência
Prudência, na mitologia romana, é o nome romano de Craytus, o deus da guerra e da prudência. Classicamente, prudência é considerada uma virtude, sendo uma das quatro virtudes cardinais. A palavra vem de prudencia (expressão francesa do final do século XIII), do latim prudentia (que significa previsão, sagacidade). Frequentemente, é associada com a sabedoria, introspecção e conhecimento. Neste caso, a virtude é a capacidade de julgar entre ações maliciosas e virtuosas, não só num sentido geral, mas com referência a ações apropriadas num dado tempo e lugar. Embora a prudência  não execute qualquer acção, e está preocupada unicamente com o conhecimento, todas virtudes têm que estar reguladas por ela. Distinguir quando atos são corajosos, ao contrário de descuidado ou covardemente, por exemplo, é um ato de prudência. Ela é classificada como uma virtude cardinal, quer dizer que uma virtude principal. Por outras palavras, prudência "dispõe a razão para discernir em todas as circunstâncias o verdadeiro bem e a escolher os justos meios para o atingir. Ela conduz a outras virtudes, indicando-lhes a regra e a medida" (CCIC, n. 380). 
Embora prudência seria aplicada a qualquer julgamento, as tarefas mais difíceis, que distinguem uma pessoa como prudente, são por exemplo, como quando uma pessoa determinar o que seria melhor dar como doações de caridade, ou decidir como punir uma criança, a fim de prevenir repetir uma ofensa. 
Convencionalmente, prudência é o exercício de julgamento sadio em negócios práticos. 
Modernamente, no entanto, a palavra tornou-se crescentemente sinônimo de cautela. Neste sentido, prudência nomeia uma relutância de tomar riscos, que permanece uma virtude com respeito aos riscos desnecessários, mas quando injustamente estendido (sobre-cautela), pode tornar-se o vício de covardia.

## A arte da prudência em Baltasar Gracián
Observa-se que a palavra prudência (Em Grego phronésis, e no Latim prudentia) é um termo amplo em significados, e por isso complexa. Pôde-se fazer uma analogia da importância do uso deste termo em diversos contextos de vida da humanidade. Dentre tantos fatores relevantes destacam-se: o uso do termo prudência na vida cotidiana representado por meio de um aforismo, assim como na vida religiosa representado pelo viés de uma Parábola.
A prudência na vida: o caso Baltasar Gracián
Na visão jesuíta de Baltasar Gracián, em sua obra “A arte da Prudência”, o vocábulo prudência é visto como uma espécie de sabedoria mundana, ou seja, seria uma forma de arte de sobreviver neste mundo, um exemplo disso pode ser analisado no aforismo denominado: Pensar antecipado.
"Hoje pela manhã- até para mais tarde ela. Para os precavidos não existe o azar; nada de apuros para os preparados. Não deixe o raciocínio para as situações difíceis; antecipe-se. Questões difíceis exigem reconsiderações madura. O travesseiro é uma sibila mudo; é melhor dormir sobre os problemas do que sofrer acordado debaixo de seu peso. Alguns agem e só: isso é procurar desculpas em vez de conseqüências. Já outros não pensam nem antes, nem depois. Durante toda vida há de se pensar para acertar o rumo. “A reconsideração e a providência constituem uma boa maneira de viver antecipadamente”
Nota-se que o indivíduo situado na vida cotidiana é uma pessoa precavida, pois está sempre atento a situações inusitadas para a partir delas tomar atitudes antecipadas, e assim evitar perder o controle de sua própria vida. Ou seja, ele vive com astúcia.
A prudência na religião cristã: a arte do bem viver
A noção de prudência também tanto pode ser aplicada em uma rotina de vida comum, quanto em uma rotina de vida religiosa, como por exemplo, na Parábola do “mau administrador”:
Tomar uma atitude prudente. Jesus dizia aos discípulos: “Um homem rico um administrador que foi denominado por estar	 esbanjando os bens dele. Então o chamou, e lhe disse: “O que é isso que ouço contar de você? Preste conta da sua administração, porque você não pode mais ser o meu administrador. Então o administrador começou a refletir: ‘O senhor vai tirar de mim a administração. E o que vou fazer? Para cavar não tenho forças; de mendigar tenho vergonha. Ah! Já sei o que vou fazer para que quando me afastarem da administração tenha quem me receba na própria casa...
Neste caso, o “mau administrador” soube agir em seu favor com prudência, pois diante da ameaça de perda de seu emprego não perdeu a calma, muito pelo contrário agiu com total frieza. Ou seja, analisou sua real situação como desempregado e agiu de forma sagaz para garantir o seu futuro. Ele, simplesmente, mandou falsificar a conta dos devedores de seu patrão para que em caso de demissão estivesse certo de que poderia bater na porta da casa de algum devedor e, dessa forma ser bem recebido. Do contrário ele poderia processá-los por fraude.
A contatação desse fato lhe rendeu elogios de Jesus, porque ele soube agir com sagacidade e eficiência no momento certo. Porém, isso não significa que as pessoas devam sair por ai agindo de forma desonesta! Na verdade espera-se que saibam agir com prudência, isto é que pensem antecipadamente, para depois resolverem questões que por ventura possam surgir, também, na vida religiosa.
Como se vê, o correto é que o ser humano procure agir com prudência, ou seja, que ele tenha consciência de que a prudência aplicada no seu cotidiano: seja na vida mundana ou  na vida religiosa pode determinar o seu futuro, pois como diria Baltasar Gracián ao homem comum: viver é uma arte.